# Partido Trabalhista (Irlanda)
O Partido Trabalhista (em inglês: Labour Party; em irlandês: Páirtí an Lucht Oibre) é um partido político da República da Irlanda.
O partido foi fundado em 1912, como o braço político do Congresso Sindical Irlandês. Ao contrário dos outros principais partidos irlandeses (Fianna Fáil e Fine Gael), os trabalhistas não têm as suas origens no Sinn Féin ou nas facções da Guerra Civil Irlandesa.
Ideologicamente, o partido segue uma linha social-democrata, defendendo um estado de bem-estar social e uma intervenção do Estado forte na economia, além de, em temas como casamento gay ou aborto, o partido defender a aceitação destes temas. Apesar do seu liberalismo actual nas questões sociais, o partido, historicamente, seguiu uma linha conservadora, sendo bastante próximo da Igreja Católica.
De referir que, apesar de nunca ter ganho eleições, os trabalhistas, tradicionalmente, são um partido de governo, tendo integrado vários governos de coligação, quer com Fine Gael, quer com Fianna Fáil.
Actualmente, o partido é liderado por Joan Burton, e, é membro da Internacional Socialista, da Aliança Progressista e do Partido Socialista Europeu.

## Resultados eleitorais

### Eleições legislativas
| Data    | CI. | Votos   | %            | +/-  | Deputados | +/-     | Status            |
| ------- | --- | ------- | ------------ | ---- | --------- | ------- | ----------------- |
| 1922    | 3.º | 132 565 | 21,3 / 100,0 |      | 17 / 128  |         | Oposição          |
| 1923    | 4.º | 111 939 | 10,6 / 100,0 | 10,7 | 14 / 153  | 3       | Oposição          |
| 06/1927 | 3.º | 143 849 | 12,6 / 100,0 | 2,0  | 22 / 153  | 8       | Oposição          |
| 09/1927 | 3.º | 106 184 | 9,1 / 100,0  | 3,5  | 13 / 153  | 9       | Oposição          |
| 1932    | 3.º | 98 286  | 7,7 / 100,0  | 1,4  | 7 / 153   | 6       | Apoio parlamentar |
| 1933    | 4.º | 79 221  | 5,7 / 100,0  | 2,0  | 8 / 153   | 1       | Apoio parlamentar |
| 1937    | 3.º | 135 758 | 10,3 / 100,0 | 4,6  | 13 / 138  | 5       | Apoio parlamentar |
| 1938    | 3.º | 128 945 | 10,0 / 100,0 | 0,3  | 9 / 138   | 4       | Oposição          |
| 1943    | 3.º | 208 812 | 15,7 / 100,0 | 5,7  | 17 / 138  | 8       | Oposição          |
| 1944    | 4.º | 106 767 | 8,8 / 100,0  | 6,9  | 8 / 138   | 9       | Oposição          |
| 1948    | 4.º | 115 073 | 8,7 / 100,0  | 0,1  | 14 / 147  | 6       | Governo           |
| 1951    | 3.º | 151 828 | 11,4 / 100,0 | 2,7  | 16 / 147  | 2       | Oposição          |
| 1954    | 3.º | 161 034 | 12,1 / 100,0 | 0,7  | 19 / 147  | 3       | Governo           |
| 1957    | 3.º | 111 747 | 9,1 / 100,0  | 3,0  | 12 / 147  | 7       | Oposição          |
| 1961    | 3.º | 136 111 | 11,6 / 100,0 | 2,5  | 16 / 144  | 4       | Oposição          |
| 1965    | 3.º | 192 740 | 15,4 / 100,0 | 3,8  | 22 / 144  | 6       | Oposição          |
| 1969    | 3.º | 224 498 | 17,0 / 100,0 | 1,6  | 18 / 144  | 4       | Oposição          |
| 1973    | 3.º | 184 656 | 13,7 / 100,0 | 3,3  | 19 / 144  | 1       | Governo           |
| 1977    | 3.º | 186 410 | 11,6 / 100,0 | 2,1  | 17 / 148  | 2       | Oposição          |
| 1981    | 3.º | 169 990 | 9,9 / 100,0  | 1,7  | 15 / 166  | 2       | Governo           |
| 02/1982 | 3.º | 151 875 | 9,1 / 100,0  | 0,8  | 15 / 166  | Estável | Oposição          |
| 11/1982 | 3.º | 158 115 | 9,4 / 100,0  | 0,3  | 16 / 166  | 1       | Governo           |
| 1987    | 4.º | 114 551 | 6,4 / 100,0  | 3,0  | 12 / 166  | 4       | Oposição          |
| 1989    | 3.º | 156 989 | 9,5 / 100,0  | 3,1  | 15 / 166  | 3       | Oposição          |
| 1992    | 3.º | 333 013 | 19,3 / 100,0 | 9,8  | 33 / 166  | 18      | Governo           |
| 1997    | 3.º | 186 044 | 10,4 / 100,0 | 8,9  | 17 / 166  | 16      | Oposição          |
| 2002    | 3.º | 200 130 | 10,8 / 100,0 | 0,4  | 20 / 166  | 3       | Oposição          |
| 2007    | 3.º | 209 175 | 10,1 / 100,0 | 0,7  | 20 / 166  | Estável | Oposição          |
| 2011    | 2.º | 431 796 | 19,5 / 100,0 | 9,4  | 37 / 166  | 17      | Governo           |
| 2016    | 4.º | 140 898 | 6,6 / 100,0  | 12,9 | 7 / 158   | 30      | Oposição          |
| 2020    | 5.º | 95 582  | 4,4 / 100,0  | 2,2  | 6 / 160   | 1       | Oposição          |
| 2024    | 5.º | 102 457 | 4,7 / 100,0  | 0,3  | 11 / 174  | 5       |                   |

### Eleições europeias
| Datas | CI. | Votos   | %            | +/- | Deputados | +/-     |
| ----- | --- | ------- | ------------ | --- | --------- | ------- |
| 1979  | 3.º | 193 898 | 14,5 / 100,0 |     | 4 / 15    |         |
| 1984  | 3.º | 93 656  | 8,3 / 100,0  | 6,2 | 0 / 15    | 4       |
| 1989  | 3.º | 155 572 | 9,5 / 100,0  | 1,2 | 1 / 15    | 1       |
| 1994  | 3.º | 124 972 | 11,0 / 100,0 | 1,5 | 1 / 15    | Estável |
| 1999  | 3.º | 121 542 | 8,7 / 100,0  | 2,3 | 1 / 15    | Estável |
| 2004  | 4.º | 188 132 | 10,5 / 100,0 | 1,8 | 1 / 13    | Estável |
| 2009  | 3.º | 254 669 | 13,9 / 100,0 | 3,4 | 3 / 12    | 2       |
| 2014  | 4.º | 88 229  | 5,3 / 100,0  | 8,6 | 0 / 11    | 3       |
| 2019  | 6.º | 52 753  | 3,1 / 100,0  | 2,2 | 0 / 11    | Estável |